# Tour de Vendée
El Tour de Vendée es una carrera ciclista profesional de un día francesa y se desarrolla tradicionalmente desde su debut en el mes de octubre.
La primera edición se corrió en 1972 como una prueba amateur manteniendo este estatus hasta 1979. La carrera parte de la Copa de Francia de Ciclismo así como del UCI Europe Tour desde la creación de los Circuitos Continentales UCI en 2005, siendo de categoría 1.1 hasta 2009, 1.HC (máxima categoría de estos circuitos) a partir de 2010 para descender de nuevo a la categoría 1.1 desde 2014.
La prueba consiste en una vuelta en el departamento de Vendée alrededor de La Roche-sur-Yon con un recorrido de 200 km. Su creador fue Maurice Martineau y es dirigida en la actualidad por su hijo Bernard Martineau.  
También se realiza la misma prueba para cadetes que precede a la profesional.

## Palmarés
| Año  | Ganador                   | Segundo               | Tercero               |           |
| ---- | ------------------------- | --------------------- | --------------------- | --------- |
| 1980 | Jean-René Bernaudeau      | Roger Legeay          | Christian Seznec      |           |
| 1981 | Bernard Bourreau          | Maurice Le Guilloux   | Marc Madiot           |           |
| 1982 | Serge Beucherie           | Bernard Becaas        | Maurice Le Guilloux   |           |
| 1983 | Pierre Bazzo              | Håkan Jensen          | Raymond Martin        |           |
| 1984 | Claude Moreau             | Alain Bondue          | Sean Yates            |           |
| 1985 | Michel Bibollet           | Dominique Gaigne      | Philippe Leleu        |           |
| 1986 | Francis Castaing          | Søren Lilholt         | Éric Caritoux         |           |
| 1987 | Jean-Claude Colotti       | Philippe Louviot      | Dirk De Wolf          |           |
| 1988 | Alberto Leanizbarrutia    | Pierangelo Bincoletto | Marnix Lameire        |           |
| 1989 | Laurent Bezault           | Atle Kvålsvoll        | Johan Bruyneel        |           |
| 1990 | François Lemarchand       | Philippe Casado       | Ronny Van Holen       |           |
| 1991 | Fabrice Naessens          | Edwin Bafcop          | Thierry Marie         |           |
| 1992 | Bruno Cornillet           | Pascal Lance          | Laurent Bezault       |           |
| 1993 | Dimitri Zhdanov           | Bruno Thibout         | Bart Leysen           |           |
| 1994 | Patrick Van Roosbroeck    | Mario De Clercq       | Peter Spaenhoven      |           |
| 1995 | Mario De Clercq           | Jo Planckaert         | Laurent Davion        |           |
| 1996 | Laurent Desbiens          | Philippe Gaumont      | Jacky Durand          |           |
| 1997 | Jaan Kirsipuu             | Gilles Maignan        | Steve De Wolf         |           |
| 1998 | Marco Antonio Di Renzo    | Laurent Desbiens      | Jaan Kirsipuu         |           |
| 1999 | Jaan Kirsipuu             | Lars Michaelsen       | David Millar          |           |
| 2000 | Jaan Kirsipuu             | Jay Sweet             | Ludovic Capelle       |           |
| 2001 | Didier Rous               | Benoît Salmon         | Patrice Halgand       |           |
| 2002 | Franck Bouyer             | Walter Bénéteau       | Geert Omloop          |           |
| 2003 | Jaan Kirsipuu             | Carlos Da Cruz        | Jérôme Pineau         |           |
| 2004 | Thor Hushovd              | Jaan Kirsipuu         | Sébastien Hinault     |           |
| 2005 | Jonas Ljungblad           | László Bodrogi        | Stéphane Pétilleau    |           |
| 2006 | Mikel Gaztañaga           | Jimmy Casper          | Sébastien Hinault     |           |
| 2007 | Mikel Gaztañaga           | Mark Renshaw          | Mathieu Drujon        |           |
| 2008 | Koldo Fernández de Larrea | Kristof Goddaert      | Anthony Geslin        |           |
| 2009 | Pável Brutt               | Matthieu Ladagnous    | Thomas Voeckler       |           |
| 2010 | Koldo Fernández de Larrea | Davide Appollonio     | Jonathan Hivert       |           |
| 2011 | Marco Marcato             | Pello Bilbao          | Maxime Bouet          |           |
| 2012 | Wesley Kreder             | Sébastien Hinault     | Jonathan Hivert       |           |
| 2013 | Nacer Bouhanni            | Samuel Dumoulin       | Steven Tronet         |           |
| 2014 | Armindo Fonseca           | Olivier Le Gac        | Thomas Voeckler       |           |
| 2015 | Christophe Laporte        | Yauheni Hutarovich    | Thomas Sprengers      |           |
| 2016 | Nacer Bouhanni            | Samuel Dumoulin       | Bryan Coquard         |           |
| 2017 | Christophe Laporte        | Justin Jules          | Fabian Lienhard       |           |
| 2018 | Nico Denz                 | Lennert Teugels       | Gian Friesecke        |           |
| 2019 | Marc Sarreau              | Christophe Laporte    | Bryan Coquard         |           |
| 2020 | cancelada                 | cancelada             | cancelada             | cancelada |
| 2021 | Bram Welten               | Eduard Prades         | Sebastian Schönberger |           |
| 2022 | Bryan Coquard             | Arnaud Démare         | Luca Mozzato          |           |
| 2023 | Arnaud Démare             | Paul Penhoët          | Sandy Dujardin        |           |
| 2024 | cancelada                 | cancelada             | cancelada             | cancelada |
| 2025 |                           |                       |                       |           |

Nota: En la edición 1996, Laurent Desbiens fue inicialmente el vencedor pero fue descalificado por dopaje

## Palmarés por países
| País         | Victorias | Último vencedor                   |
| ------------ | --------- | --------------------------------- |
| Francia      | 22        | Arnaud Démare en 2023             |
| España       | 5         | Koldo Fernández de Larrea en 2010 |
| Estonia      | 4         | Jaan Kirsipuu en 2003             |
| Bélgica      | 3         | Mario De Clercq en 1995           |
| Rusia        | 2         | Pável Brutt en 2009               |
| Italia       | 2         | Marco Marcato en 2011             |
| Países Bajos | 2         | Bram Welten en 2021               |
| Noruega      | 1         | Thor Hushovd en 2004              |
| Suecia       | 1         | Jonas Ljungblad en 2005           |
| Alemania     | 1         | Nico Denz en 2018                 |

## Estadísticas

### Más victorias
| Ciclista                  | Victorias | Años                    |
| ------------------------- | --------- | ----------------------- |
| Jaan Kirsipuu             | 4         | 1997, 1999, 2000 y 2003 |
| Mikel Gaztañaga           | 2         | 2006 y 2007             |
| Koldo Fernández de Larrea | 2         | 2008 y 2010             |
| Nacer Bouhanni            | 2         | 2013 y 2016             |
| Christophe Laporte        | 2         | 2015 y 2017             |

- En negrilla corredores activos.

### Victorias consecutivas
- Dos victorias seguidas:
  -  Jaan Kirsipuu (1999, 2000)
  -  Mikel Gaztañaga (2006, 2007)
- En negrilla corredores activos.